# Panteionuniversitetet
Panteionuniversitetet för samhälls- och statsvetenskap (grekiska: Πάντειο Πανεπιστήμιο Κοινωνικών και Πολιτικών Επιστημών), kallas oftast bara för Panteionuniversitetet och är ett universitet som ligger i Aten, Grekland. Det grundades år 1927 och är ett av de tre äldsta universiteten för statsvetenskap i Europa.

## Skolor och akademiska institutioner
Universitetet består av fyra fakulteter (skolor) och nio akademiska avdelningar:
Fakulteten för ekonomi och offentlig förvaltning
- Avdelningen för offentlig förvaltning
- Avdelningen för ekonomisk och regional utveckling

Fakulteten för statsvetenskap
- Samhällspolitiska avdelningen
- Avdelningen för statsvetenskap och historia

Fakulteten för Samhällsvetenskap och psykologi
- Sociologiska avdelningen
- Socialantropologiska avdelningen
- Avdelningen för psykologi

Fakulteten för internationella studier, kommunikation och kultur
- Avdelningen för internationella, europeiska och regionala studier
- Avdelningen för kommunikation, medier och kultur

## Deltagande i europeiska program
Panteionuniversitetet deltar i flera EU-program:
- ERASMUS-programmet
- Leonardo da Vinci programme
- EQUAL Community Initiative
- Equapol
- Tempus
- Geopac

## Kända personer med anknytning till universitet
Professorer
- Panagiotis Kanellopoulos (1902–1986), professor i juridik, filosof, politiker, premiärminister av Grekland (1945, 1967)
- Andreas Loverdos (1956), professor i konstitutionell rätt, Politiker, minister för hälsovård och social solidaritet sedan 2009
- Christos Rozakis (1941), professor i internationell rätt, för närvarande ordförande för Europarådets förvaltningsdomstol
- Konstantinos Simitis (1936), professor i handelsrätt, Politiker, Greklands premiärminister (1996-2004)
- Alexandros Svolos (1892–1956), professor i konstitutionell rätt, riksdagsledamot
- Michail Stasinopoulos (1903–2002), professor i förvaltningsrätt, rektor (1951–1958), politiker, Greklands president (1974–1975)
- Dimitris Tsatsos (1933–2010), professor i konstitutionell rätt, ledamot i Europaparlamentet (1999–2004)
- Konstantinos Tsatsos (1899–1987), professor i rättsfilosofi, diplomat, Greklands president (1975–1980)
- Christos Yannaras (1935), professor i filosofi, teolog